# Farro
Il farro (dal latino far), nome comune usato per tre differenti specie del genere Triticum, rappresenta il più antico tipo di frumento coltivato, utilizzato come nutrimento umano fin dal Neolitico. Si distinguono:
- farro piccolo o farro monococco (Triticum monococcum);
- farro medio o farro dicocco o semplicemente farro (Triticum dicoccum);
- farro grande o farro spelta o semplicemente spelta (Triticum spelta).

## Farro piccolo (monococco)
Il farro piccolo è quello di più antica coltivazione, la prima forma di frumento coltivata. Si trovano reperti del suo predecessore selvatico Triticum boeticum risalenti al X-IX millennio a.C. nell'odierna Turchia, probabile zona d'origine. I primi reperti di coltivazione sono attribuiti al VIII-VII millennio a.C.

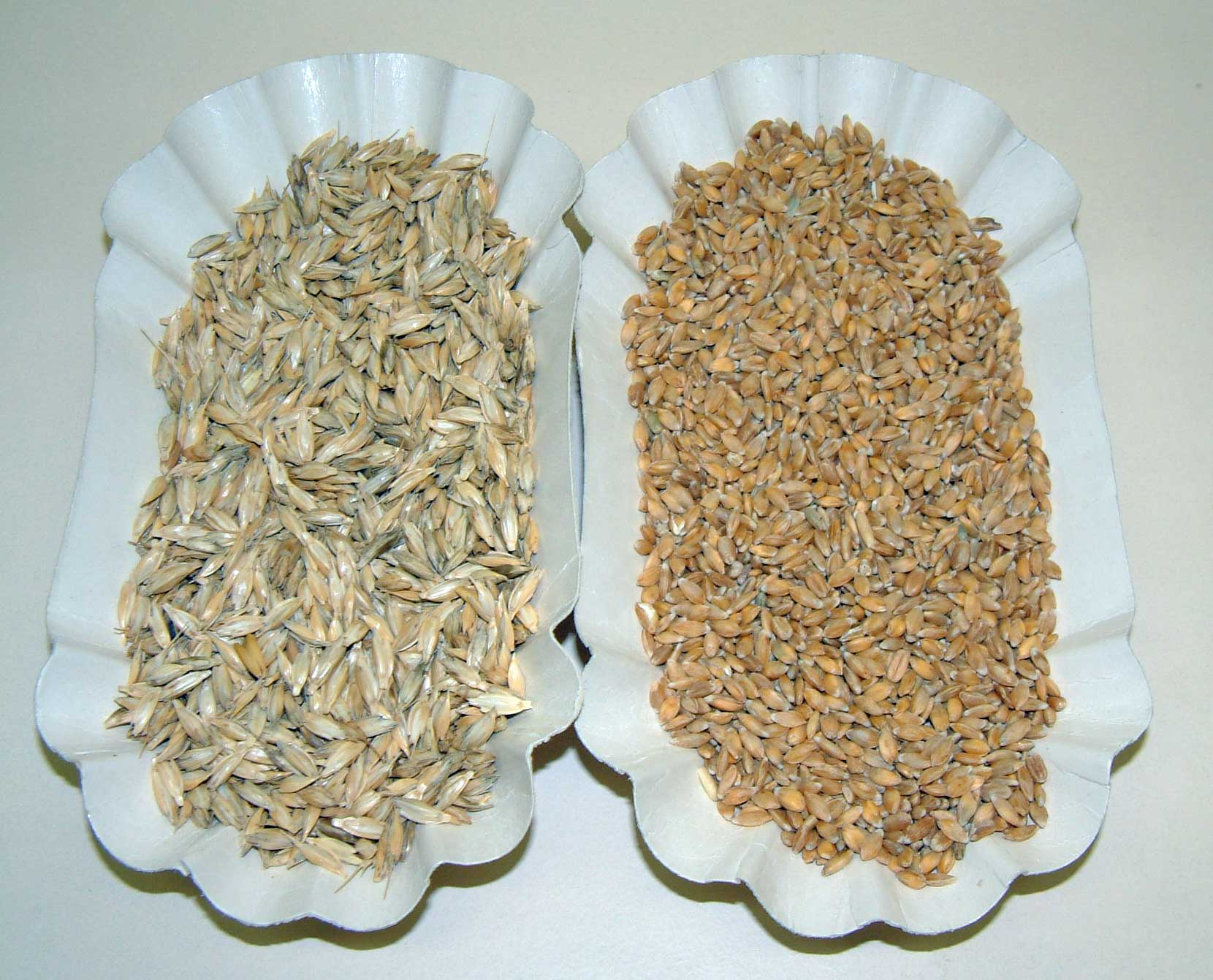
Semi di farro piccolo con e senza glume

Ogni spighetta porta una singola cariosside, molto raramente due, e questo ne fa il frumento con il rendimento alimentare peggiore tra quelli coltivati. Oggi è la specie meno coltivata per la scarsa resa e gli alti costi di lavorazione.

## Farro medio (dicocco)
La coltivazione del farro medio storicamente segue di pochissimo quella del piccolo farro. Derivato dalla specie selvatica Triticum dicoccoides, è di maggiore produttività del precedente dato che ogni spighetta porta due cariossidi, molto raramente tre, e dovette a questa sua caratteristica la domesticazione e la diffusione più veloci. Proprio la velocità di diffusione iniziale rende più difficile risalire alla zona di origine esatta, zona che è comunque da collocare tra il Mediterraneo e il Caucaso.
A questa specie appartiene la grande maggioranza del farro coltivato in Italia, sia oggi sia in epoca storica (circa 2000 anni fa).
In Italia è coltivato su piccoli appezzamenti soprattutto in Garfagnana, una valle della Toscana settentrionale, dove è all'origine di varie ricette tipiche: minestra di farro, farro con fagioli, torta di farro. Al cereale prodotto nell'Alta Valle del Serchio e tuttora lavorato in impianti molitori di tipo tradizionale, con macine di pietra, è stata riconosciuta dall'Unione Europea l'indicazione geografica protetta Farro della Garfagnana. Gli iscritti all'albo sono attualmente un centinaio.

## Farro grande (spelta)
La domesticazione del farro grande o farro spelta segue di due millenni quella delle altre due varietà e può essere ricondotta a una zona più orientale, vicina al Caspio.
Il farro grande deriva dall'incrocio tra il farro dicocco e l'Aegilops squarrosa, una graminacea selvatica. Anch'esso ha spighette con due, raramente tre, cariossidi.
Il farro spelta non si adatta particolarmente al clima italiano, dove viene coltivato su una superficie di circa 500 ha. Gran parte di quello presente oggi sulle tavole italiane proviene dall'Europa Centrale e Orientale e dalla Francia.

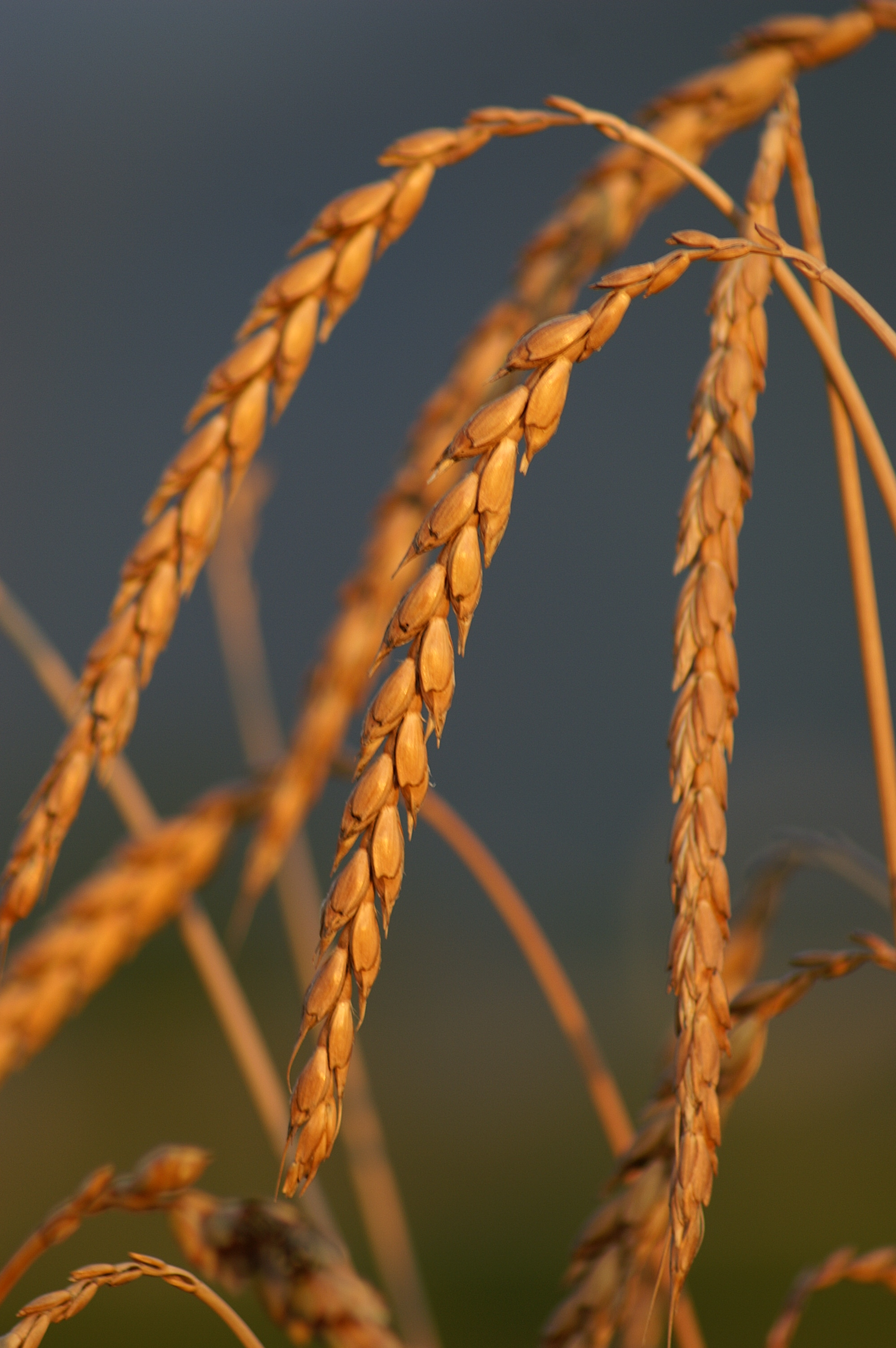
Spighe di farro spelta

## Caratteristiche comuni
La caratteristica comune di queste tre specie, caratteristica per cui vengono anche definiti grani vestiti, è che il chicco dopo la trebbiatura rimane rivestito dagli involucri glumeali (si parla di forte aderenza delle glume e delle glumelle alla cariosside). Perciò si effettua una svestitura prima dell'uso alimentare.
Esistono macchine decorticatrici o meglio svestitrici che provvedono all'operazione.

## Storia dopo la domesticazione
Il farro è famoso per essere stato la base dell'alimentazione delle legioni romane che partirono alla conquista di quello che sarebbe divenuto l'impero. Veniva usato soprattutto per preparare pane, focacce (libum) e polente (puls). La stessa parola "farina" deriva da "farro".
L'importanza del farro è testimoniata dal fatto che un'antica forma di matrimonio era detta confarreatio perché gli sposi mangiavano una focaccina di farro. Il matrimonio confarreato era il solo riconosciuto per certi effetti religiosi: ad esempio i sacerdoti dovevano avere i genitori che avessero contratto questo tipo di matrimonio.
Tuttavia la sua coltivazione è andata via via riducendosi nel corso dei secoli perché soppiantato dal grano tenero, discendente dal farro grande, e duro, discendente dal farro medio, con resa maggiore e minori costi di lavorazione.
Oggi spesso la coltivazione del farro è associata all'agricoltura biologica e al tentativo di valorizzare zone agricole marginali, non adatte alla coltivazione intensiva di frumento. Nonostante l'alto costo c'è stato un certo successo in questo lavoro di riscoperta, successo dovuto alle caratteristiche organolettiche e nutrizionali di queste tre specie, in particolare il maggiore contenuto proteico rispetto ad altri frumenti.

## Caratteristiche alimentari
Nel farro è presente il glutine in quantità minore che nel frumento; comunque il farro mischiato al frumento rimane un alimento inadatto ai celiaci.
La coltivazione del farro è stata rivalutata negli ultimi anni, in particolar modo da aziende agricole interessate alla produzione biologica, essendo esso una pianta rustica che non necessita di chimica per la sua coltivazione, e anche per le sue ottime proprietà nutrizionali.
Con la farina di farro è possibile fare un pane con un gusto più aromatico di quello della farina di frumento.
Il farro è uno dei tipi di frumento meno calorici: 100 g apportano circa 340 kcal; inoltre contiene l'aminoacido essenziale metionina, carente in quasi tutti gli altri cereali.
Il farro contiene buone quantità di vitamine del gruppo B e anche proteine.

## Lavorazione del farro
Il farro per essere consumato deve essere lavorato con uno o più dei seguenti passaggi:
1. Decorticatura o svestitura che significa togliere il vestito, chiamato anche glumella o lolla ai semi di farro. Nel farro piccolo questo vestito è abbastanza aderente, mentre nel farro grande questo vestito è già aperto e quindi l'operazione di svestitura è facilitata. Con questa lavorazione è già possibile consumarlo come chicco in zuppe o minestre.
2. Perlatura o semi-perlatura che significa eseguire una lavorazione simile a quella eseguita anche sul riso o nell'orzo, lavorazione che graffia la superficie del seme per renderlo più chiaro e ridurre la quantità di fibre.
3. Macinazione ovvero il processo di trasformazione del chicco in farina, farina che può nel farro essere utilizzata nella panificazione e nella realizzazione di pasta.